# Hicantona
La hicantona es agente antiesquistosomal efectivo, análogo a la tioxantona y metabolito de la lucantona.

## Modo de acción
La hicantona interfiere con la función nerviosa del parásito, lo que resulta en parálisis y la muerte. Este agente también se intercala en el ADN e inhibe la síntesis de ARN in vitro.
El fármaco es activo contra Schistosoma haematobium y Schistosoma mansoni.
Desde finales de los años ochenta del siglo pasado, el empleo de la hicantona se vio disminuido debido a la aparición de mejores agentes antiesquistosomiásicos y a que se vio gran potencial tóxico, sobre todo mutagénico y carcinogénico in vitro.